# Baltimore Thunder
O Baltimore Thunder foi um clube profissional de box lacrosse, sediado em Baltimore, Estados Unidos. O clube disputou a National Lacrosse League, entre 1987 a 1999.

## História
A franquia foi fundada em 1987, para disputar Major Indoor Lacrosse League, atualmente a franquia está como Colorado Mammoth.